# Campeonato Mundial de Ginástica Aeróbica
O Campeonato Mundial de Ginástica Aeróbica é a mais importante competição da ginástica aeróbica. Realizada pela Federação Internacional de Ginástica (FIG) desde 1995, a partir de 2000 vem sendo realizado a cada dois anos.

## Campeonatos

### Sênior
| Ano  | Número | Cidade-sede | País          | Eventos | Primeiro no Quadro de Medalhas | Segundo no Quadro de Medalhas              | Terceiro no Quadro de Medalhas        |
| ---- | ------ | ----------- | ------------- | ------- | ------------------------------ | ------------------------------------------ | ------------------------------------- |
| 1995 | 1      | Paris       | França        | 4       | Brasil                         | Espanha                                    | Austrália · França · Roménia · Rússia |
| 1996 | 2      | Haia        | Países Baixos | 4       | Brasil                         | Coreia do Sul                              | Espanha · Roménia                     |
| 1997 | 3      | Perth       | Austrália     | 4       | Bulgária                       | Roménia                                    | Austrália · Coreia do Sul             |
| 1998 | 4      | Catânia     | Itália        | 4       | Rússia                         | Hungria · Japão · Espanha                  | —                                     |
| 1999 | 5      | Hanôver     | Alemanha      | 4       | Coreia do Sul                  | Brasil · Japão · Rússia                    | —                                     |
| 2000 | 6      | Riesa       | Alemanha      | 4       | Roménia                        | Rússia                                     | Espanha                               |
| 2002 | 7      | Klaipėda    | Lituânia      | 5       | Espanha                        | Roménia · Rússia                           | —                                     |
| 2004 | 8      | Sófia       | Bulgária      | 5       | Roménia                        | Brasil · Bulgária · França · Nova Zelândia | —                                     |
| 2006 | 9      | Nanquim     | China         | 5       | China                          | Roménia                                    | Brasil                                |
| 2008 | 10     | Ulm         | Alemanha      | 5       | Roménia                        | França                                     | China                                 |
| 2010 | 11     | Rodez       | França        | 6       | Roménia                        | França                                     | China                                 |
| 2012 | 12     | Sófia       | Bulgária      | 8       | China                          | Espanha                                    | Roménia                               |
| 2014 | 13     | Cancún      | México        | 8       | Roménia                        | França                                     | China                                 |
| 2016 | 14     | Incheon     | Coreia do Sul | 8       | China                          | Coreia do Sul                              | Roménia                               |
| 2018 | 15     | Guimarães   | Portugal      | 8       | Rússia                         | Japão                                      | China                                 |
| 2021 | 16     | Baku        | Azerbaijão    | 8       | RGF                            | Bulgária                                   | Itália                                |
| 2022 | 17     | Guimarães   | Portugal      | 8       | Hungria                        | Coreia do Sul                              | Ucrânia                               |
| 2024 | 18     | Pesaro      | Itália        | 8       | Evento futuro                  | Evento futuro                              | Evento futuro                         |

### Age Group
Campeonato Mundial Age Group de Ginástica Acrobática da FIG:
| Ano  | Edição | Cidade-sede | País          | Eventos |
| ---- | ------ | ----------- | ------------- | ------- |
| 2004 | 1      | Sófia       | Bulgária      |         |
| 2006 | 2      | Nanquim     | China         |         |
| 2008 | 3      | Ulm         | Alemanha      |         |
| 2010 | 4      | Rodez       | França        |         |
| 2012 | 5      | Sófia       | Bulgária      |         |
| 2014 | 6      | Cancún      | México        |         |
| 2016 | 7      | Incheon     | Coreia do Sul |         |
| 2018 | 8      | Guimarães   | Portugal      |         |
| 2021 | 9      | Baku        | Azerbaijão    |         |
| 2022 | 10     | Guimarães   | Portugal      |         |

## Quadro de medalhas geral
- Última atualização após o Campeonato Mundial de Ginástica Aeróbica de 2022; os resultados incluem eventos de competição por equipes.

| Pos.                | País                         | Ouro | Prata | Bronze | Total |
| ------------------- | ---------------------------- | ---- | ----- | ------ | ----- |
| 1                   | Roménia                      | 18   | 20    | 21     | 59    |
| 2                   | China                        | 12   | 12    | 10     | 34    |
| 3                   | Espanha                      | 12   | 3     | 2      | 17    |
| 4                   | Coreia do Sul                | 10   | 6     | 6      | 22    |
| 5                   | Rússia                       | 9    | 6     | 12     | 27    |
| 6                   | Brasil                       | 9    | 4     | 4      | 17    |
| 7                   | Japão                        | 6    | 2     | 0      | 8     |
| 8                   | França                       | 5    | 14    | 10     | 29    |
| 9                   | Hungria                      | 4    | 9     | 7      | 20    |
| 10                  | Bulgária                     | 3    | 6     | 1      | 10    |
| 11                  | Itália                       | 3    | 5     | 7      | 15    |
| 12                  | Federação Russa de Ginástica | 2    | 2     | 2      | 6     |
| 13                  | Austrália                    | 1    | 2     | 2      | 5     |
| 14                  | Ucrânia                      | 1    | 2     | 1      | 4     |
| 15                  | Turquia                      | 1    | 1     | 0      | 2     |
| 16                  | México                       | 1    | 0     | 2      | 3     |
| 16                  | Nova Zelândia                | 1    | 0     | 2      | 3     |
| 16                  | Vietname                     | 1    | 0     | 2      | 3     |
| 19                  | Áustria                      | 1    | 0     | 1      | 2     |
| 20                  | Azerbaijão                   | 1    | 0     | 0      | 1     |
| 21                  | Mongólia                     | 0    | 0     | 2      | 2     |
| 21                  | Suécia                       | 0    | 0     | 2      | 2     |
| 23                  | Chile                        | 0    | 0     | 1      | 1     |
| 23                  | Finlândia                    | 0    | 0     | 1      | 1     |
| 23                  | Islândia                     | 0    | 0     | 1      | 1     |
| Total (25 entradas) | Total (25 entradas)          | 101  | 94    | 99     | 294   |